# Medijska prostitucija
Medijska prostitucija ali prestitucija (angleško presstitute) je izraz, ki se nanaša na novinarje in komentatorje v osrednjih medijih, ki dajejo pristranska in vnaprej določena stališča, zavajajoča, prilagojena določeni strani oz. finančni ali poslovni agendi, s čimer zanemarjajo temeljno dolžnost nepristranskega poročanja novic. Beseda, ki jo je skoval ameriški raziskovalec Gerald Celente, je v angleščini prekrivanka besed za 'medij' (press) in 'prostitutka' (prostitute).
Izraz je v družbenih medijih postal priljubljen, ko je general Vijay Kumar Singh, nekdanji načelnik vojaškega štaba in minister za zunanje zadeve Indije, v svojih tvitih leta 2015 začel označevati del medijev kot »presstitute«.
Julija 2023 je britanski Rami Ranger, Baron Ranger, indijskega novinarja Poonama Joshija označil za »presstituta«, pa tudi za »popolnega norca« in »utelešenje umazanije in smeti«.
V Sloveniji najbolj znan primer uporabe izraza se je zgodil leta 2016, ko je poslanec Janez Janša na družbenem omrežju Twitter zapisal: »Na neki FB strani javne hiše ponujajo poceni usluge odsluženih prostitutk Evgenije C in Mojce PŠ. Eno za 30 €, drugo za 35 €. #ZvodnikMilan,« zaradi česar sta kasneje novinarki RTV Slovenija Eugenija Carl in Mojca Šetinc Pašek proti njemu vložili zasebno kazensko tožbo.